# 200 Miglia del Norisring
L'ADAC Norisring Trophäe è un evento automobilistico che si svolge sul Norisring (circuito stradale di Norimberga), in Germania, a partire dal 1967.
Il Trofeo ha ospitato una serie di campionati internazionali, come il Campionato Mondiale Sportprototipi.
La corsa fa attualmente parte del Deutsche Tourenwagen Masters.

## Albo d'oro
| Anno                        | Piloti                                        | Team                                          | Vettura                                       | Campionato                                    |                             |
| Circuito di 3.9 km (2.4 mi) | Circuito di 3.9 km (2.4 mi)                   | Circuito di 3.9 km (2.4 mi)                   | Circuito di 3.9 km (2.4 mi)                   | Circuito di 3.9 km (2.4 mi)                   | Circuito di 3.9 km (2.4 mi) |
| --------------------------- | --------------------------------------------- | --------------------------------------------- | --------------------------------------------- | --------------------------------------------- | --------------------------- |
| 1967                        | Frank Gardner                                 | Sid Taylor                                    | Lola T70 Mk.3-Chevrolet                       | Nessun campionato                             |                             |
| 1968                        | David Piper                                   | Piper Racing                                  | Ferrari 330 P3/4                              | Nessun campionato                             |                             |
| 1969                        | Brian Redman                                  | Sid Taylor                                    | Lola T70 Mk.3-Chevrolet                       | Nessun campionato                             |                             |
| 1970                        | Jürgen Neuhaus                                | Gesipa Racing Team                            | Porsche 917K                                  | Interserie                                    |                             |
| 1971                        | Chris Craft                                   | Ecurie Evergreen                              | McLaren M8E-Chevrolet                         | Interserie                                    |                             |
| Circuito di 2.3 km (1.4 mi) |                                               |                                               |                                               |                                               |                             |
| 1972                        | Leo Kinnunen                                  | AAW Racing Team                               | Porsche 917/10 TC                             | Interserie                                    |                             |
| 1973                        | Leo Kinnunen                                  | AAW Racing Team                               | Porsche 917/10 TC                             | Interserie                                    |                             |
| 1974                        | Hans-Joachim Stuck                            | BMW Motorsport GmbH                           | BMW 3.0 CSL                                   | DRM (Division 1)                              |                             |
| 1974                        | Dieter Glemster                               | Castrol Team Zakspeed                         | Ford Escort                                   | DRM (Division 2)                              |                             |
| 1975                        | John Fitzpatrick                              | Gelo Racing                                   | Porsche Carrera RSR                           | Nessun campionato                             |                             |
| 1976                        | Bob Wollek                                    | Vaillant Kremer Racing                        | Porsche 934                                   | DRM (Division 1)                              |                             |
| 1976                        | Klaus Ludwig                                  | Europa Möbel Team Zakspeed                    | Ford Escort II                                | DRM (Division 2)                              |                             |
| 1977                        | Rolf Stommelen                                | Gelo Racing                                   | Porsche 935                                   | DRM (Division 1)                              |                             |
| 1977                        | Eddie Cheever                                 | BMW Junior Team                               | BMW 320                                       | DRM (Division 2)                              |                             |
| 1978                        | Bob Wollek                                    | Vaillant Kremer Racing                        | Porsche 935/77A                               | Nessun campionato                             |                             |
| 1979                        | Rolf Stommelen                                | Liqui Moly Equipe                             | Porsche 935J                                  | nessun campionato                             |                             |
| 1980                        | John Fitzpatrick                              | Dick Barbour Racing                           | Porsche 935 K3/80                             | DRM (Division 1)                              |                             |
| 1980                        | Harald Ertl                                   | Sachs Sporting                                | Ford Capri Turbo                              | DRM (Division 2)                              |                             |
| 1981                        | Bob Wollek                                    | Jägermeister Kremer Racing                    | Porsche 935 K4                                | Nessun campionato                             |                             |
| 1982                        | Jochen Mass                                   | Rothmans Porsche                              | Porsche 956                                   | DRM                                           |                             |
| 1983                        | Stefan Bellof                                 | Rothmans Porsche                              | Porsche 956                                   | Nessun campionato                             |                             |
| 1984                        | Manfred Winkelhock                            | Liqui Moly Kremer                             | Porsche 956B                                  | Nessun campionato                             |                             |
| 1985                        | Klaus Ludwig                                  | Porsche Kremer Racing                         | Porsche 956                                   | Nessun campionato                             |                             |
| 1986                        | Klaus Ludwig                                  | Blaupunkt Joest Racing                        | Porsche 956B                                  | WSPC & Supercup                               |                             |
| 1987                        | Jonathan Palmer Mauro Baldi                   | Liqui Moly Equipe                             | Porsche 962C GTi                              | WSPC & Supercup                               |                             |
| 1988                        | Jean-Louis Schlesser                          | Team Sauber Mercedes                          | Sauber C9-Mercedes                            | Supercup                                      |                             |
| 1989                        | Frank Jelinski                                | Joest Racing                                  | Porsche 962C                                  | Supercup                                      |                             |
| 1990                        | Hans-Joachim Stuck                            | SMS Competition                               | Audi V8 quattro                               | DTM (Gara 1)                                  |                             |
| 1990                        | Roberto Ravaglia                              | Schnitzer Motorsport                          | BMW M3                                        | DTM (Gara 2)                                  |                             |
| 1991                        | Kurt Thiim                                    | AMG Racing                                    | Mercedes-Benz 190E                            | DTM (Gara 1)                                  |                             |
| 1991                        | Hans-Joachim Stuck                            | SMS Competition                               | Audi V8 quattro                               | DTM (Gara 2)                                  |                             |
| 1992                        | Joachim Winkelhock                            | Schnitzer Motorsport                          | BMW M3                                        | DTM (Gara 1)                                  |                             |
| 1992                        | Steve Soper                                   | Scuderia Bigazzi                              | BMW M3                                        | DTM (Gara 2)                                  |                             |
| 1993                        | Nicola Larini                                 | Alfa Corse                                    | Alfa Romeo 155 V6 TI                          | DTM (Gara 1)                                  |                             |
| 1993                        | Nicola Larini                                 | Alfa Corse                                    | Alfa Romeo 155 V6 TI                          | DTM (Gara 2)                                  |                             |
| 1994                        | Nicola Larini                                 | Alfa Corse                                    | Alfa Romeo 155 V6 TI                          | DTM (Gara 1)                                  |                             |
| 1994                        | Kris Nissen                                   | Schübel Engineering                           | Alfa Romeo 155 V6 TI                          | DTM (Gara 2)                                  |                             |
| 1995                        | Christian Danner                              | Schübel Engineering                           | Alfa Romeo 155 V6 TI                          | DTM (Gara 1)                                  |                             |
| 1995                        | Bernd Schneider                               | AMG Racing                                    | Mercedes-Benz C-Klasse                        | DTM (Gara 2)                                  |                             |
| 1996                        | Klaus Ludwig                                  | Opel Team Zakspeed                            | Opel Calibra V6                               | ITC (Gara 1)                                  |                             |
| 1996                        | Klaus Ludwig                                  | Opel Team Zakspeed                            | Opel Calibra V6                               | ITC (Gara 2)                                  |                             |
| 1997                        | Joachim Winkelhock                            | BMW Team Bigazzi                              | BMW 320i                                      | STW (Gara 1)                                  |                             |
| 1997                        | Joachim Winkelhock                            | BMW Team Bigazzi                              | BMW 320i                                      | STW (Gara 2)                                  |                             |
| 1998                        | Jörg van Ommen                                | Peugeot Esso                                  | Peugeot 406                                   | STW (Gara 1)                                  |                             |
| 1998                        | Laurent Aïello                                | Peugeot Esso                                  | Peugeot 406                                   | STW (Gara 2)                                  |                             |
| 1999                        | Uwe Alzen                                     | Warsteiner Team Holzer                        | Opel Vectra                                   | STW (Gara 1)                                  |                             |
| 1999                        | Manuel Reuter                                 | Warsteiner Team Holzer                        | Opel Vectra                                   | STW (Gara 2)                                  |                             |
| 2000                        | Joachim Winkelhock                            | Opel Team Holzer                              | Opel Astra V8 Coupé                           | DTM (Gara 1)                                  |                             |
| 2000                        | Bernd Schneider                               | D2 AMG-Mercedes                               | Mercedes-Benz CLK-DTM                         | DTM (Gara 2)                                  |                             |
| 2001                        | Uwe Alzen                                     | AMG-Mercedes                                  | Mercedes-Benz CLK-DTM                         | DTM                                           |                             |
| 2002                        | Laurent Aïello                                | Abt Sportsline                                | Abt Audi TT-R                                 | DTM                                           |                             |
| 2003                        | Christijan Albers                             | AMG-Mercedes                                  | Mercedes-Benz CLK-DTM                         | DTM                                           |                             |
| 2004                        | Gary Paffett                                  | AMG-Mercedes                                  | Mercedes-Benz C-Klasse                        | DTM                                           |                             |
| 2005                        | Gary Paffett                                  | AMG-Mercedes                                  | Mercedes-Benz C-Klasse                        | DTM                                           |                             |
| 2006                        | Bruno Spengler                                | H.W.A. GmbH                                   | Mercedes-Benz C-Klasse                        | DTM                                           |                             |
| 2007                        | Bruno Spengler                                | DaimlerChrysler Bank AMG-Mercedes             | Mercedes-Benz C-Klasse                        | DTM                                           |                             |
| 2008                        | Jamie Green                                   | Salzgitter AMG-Mercedes                       | Mercedes-Benz C-Klasse                        | DTM                                           |                             |
| 2009                        | Jamie Green                                   | Persson Motorsport                            | Mercedes-Benz C-Klasse                        | DTM                                           |                             |
| 2010                        | Jamie Green                                   | Persson Motorsport                            | Mercedes-Benz C-Klasse                        | DTM                                           |                             |
| 2011                        | Bruno Spengler                                | Team H.W.A.                                   | Mercedes-Benz C-Klasse                        | DTM                                           |                             |
| 2012                        | Jamie Green                                   | Team H.W.A.                                   | DTM AMG Mercedes C-Coupé                      | DTM                                           |                             |
| 2013                        | Nessun vincitore                              | Nessun vincitore                              | Nessun vincitore                              | DTM                                           |                             |
| 2014                        | Robert Wickens                                | Team H.W.A.                                   | DTM AMG Mercedes C-Coupé                      | DTM                                           |                             |
| 2015                        | Pascal Wehrlein                               | HWA Team                                      | DTM AMG Mercedes C-Coupé                      | DTM (Race1)                                   |                             |
| 2015                        | Robert Wickens                                | HWA Team                                      | DTM AMG Mercedes C-Coupé                      | DTM (Race2)                                   |                             |
| 2016                        | Edoardo Mortara                               | Audi Sport Team Abt Sportsline                | Audi RS5 DTM                                  | DTM (Race1)                                   |                             |
| 2016                        | Nico Müller                                   | Audi Sport Team Abt                           | Audi RS5 DTM                                  | DTM (Race2)                                   |                             |
| 2017                        | Bruno Spengler                                | BMW Team RBM                                  | BMW M4 DTM                                    | DTM (Race1)                                   |                             |
| 2017                        | Maxime Martin                                 | BMW Team RBM                                  | BMW M4 DTM                                    | DTM (Race2)                                   |                             |
| 2018                        | Edoardo Mortara                               | HWA Team                                      | Mercedes-AMG C63 DTM                          | DTM (Race1)                                   |                             |
| 2018                        | Marco Wittmann                                | BMW Team RMG                                  | BMW M4 DTM                                    | DTM (Race2)                                   |                             |
| 2019                        | René Rast                                     | Audi Sport Team Rosberg                       | Audi RS5 Turbo DTM 2019                       | DTM (Race1)                                   |                             |
| 2019                        | Bruno Spengler                                | BMW Team RMG                                  | BMW M4 Turbo DTM 2019                         | DTM (Race2)                                   |                             |
| 2020                        | Non tenuto a causa della pandemia di COVID-19 | Non tenuto a causa della pandemia di COVID-19 | Non tenuto a causa della pandemia di COVID-19 | Non tenuto a causa della pandemia di COVID-19 |                             |
| 2021                        | Maximilian Götz                               | Mercedes-AMG Team HRT                         | Mercedes-AMG GT3 Evo                          | DTM (Race1)                                   |                             |
| 2021                        | Maximilian Götz                               | Mercedes-AMG Team HRT                         | Mercedes-AMG GT3 Evo                          | DTM (Race2)                                   |                             |
| 2022                        | Thomas Preining                               | KÜS Team Bernhard                             | Porsche 911 (991) GT3 R                       | DTM (Race1)                                   |                             |
| 2022                        | Felipe Fraga                                  | Red Bull AlphaTauri AF Corse                  | Ferrari 488 GT3 Evo 2020                      | DTM (Race2)                                   |                             |
| 2023                        | Sheldon van der Linde                         | Schubert Motorsport                           | BMW M4 GT3                                    | DTM (Race1)                                   |                             |
| 2023                        | Thomas Preining                               | Manthey EMA                                   | Porsche 911 (991) GT3 R                       | DTM (Race2)                                   |                             |
| 2024                        | René Rast                                     | Schubert Motorsport                           | BMW M4 GT3                                    | DTM (Race1)                                   |                             |
| 2024                        | Nicki Thiim                                   | SSR Performance                               | Lamborghini Huracán GT3 Evo 2                 | DTM (Race2)                                   |                             |